# Madame Grand (Élisabeth Vigée Le Brun)
Madame Grand est une peinture de 1783 réalisée par la peintre française Élisabeth Vigée Le Brun. Elle fait partie de la collection du Metropolitan Museum of Art de New York.

## Histoire
L'œuvre est signée et datée de 1783. Elle a été exposée par Élisabeth Vigée Le Brun au Salon de l'Académie royale de peinture et de sculpture de 1783 sous le numéro 117.

## Description
L'œuvre représente Madame Grand qui est née en Inde. Elle est devenue plus tard l'épouse du ministre et diplomate Talleyrand. Elle tient une partition musicale.

## Histoire et influence ultérieures
L’œuvre a été exposée dans une variété de manifestations dans l'histoire récente, comme l'Exposition universelle de New York de 1939 dans l'exposition Chefs-d'œuvre de l'art: peintures et sculptures européennes de 1300 à 1800, également au Grand Palais à Paris en 1974–1975 dans l'exposition De David à Delacroix : La peinture française de 1774 à 1830, et au Kimbell Art Museum de Fort Worth au Texas dans une exposition Élisabeth Louise Vigée Le Brun en 1982. Le tableau fait actuellement partie des collections du Metropolitan Museum of Art.